# 전상의장군예장석묘
전상의장군예장석묘(全尙毅將軍禮葬石墓)는 광주광역시 북구 화암동에 있는, 조선 중기의 문신인 전상의(1575∼1627)의 장군의 묘소이다. 1977년 10월 20일 광주광역시의 기념물 제3호로 지정되었다.

## 개요
조선 중기의 문신인 전상의(1575∼1627)의 장군의 묘소이다.
장군은 선조 36년(1603)에 무과에 급제하여 선전관을 첫 벼슬로 내외 관직을 역임하였으며, 인조 3년(1625)에는 구성부사로서 좌영장을 겸하였다.
광해군 9년(1617) 오윤겸과 함께 회답사(回答使)로 일본에 건너가 임진왜란 때 끌려간 동포 1500여 명을 귀국시키는 공을 세웠다. 또한 인조 5년(1627)에 후금이 인조의 친명정책을 구실삼아 3만 대군으로 침략하자 안주성 싸움에서 분전하였다. 그러나 구원병이 오지 않자 모든 장병과 함께 죽기를 각오하고 누각 위에 올라 싸우다 53세의 나이로 전사하였다.
난이 끝난 후 자헌대부병조판서 겸 지의금부사로 관직이 높여졌으며, 숙종 10년(1684)에는 안주의 충민사에 헌종 15년(1849)에는 광주의 경렬사와 제주의 귤림서원에 배향되었다.
현재 묘역에는 장군과 정부인 풍천 임씨 및 광산 김씨가 합장되어 있으며, 묘 아랫부분에는 둘레석이 둘러져 있다. 묘 앞에는 1857년에 세운 묘비가 있고, 묘역 근처에는 유적보존회에서 1979년에 세운 신도비(神道碑:왕이나 고관 등의 평생업적을 기리기 위해 무덤 근처 길가에 세운 비)가 있다.

## 같이 보기
- 전상의

## 참고 자료
- 전상의장군예장석묘 - 국가유산청 국가유산포털